# علی بن سلیمان
علی بن سلیمان (عربی: علی بن سلیمان الهاشمی؛ درگذشته ۷۸۸ یا ۷۹۴) فرمانروای مصر و حاکم یمن در دوران خلافت عباسی بود.